# Valentina Ivachnenko
Valentina Jur'evna Ivachnenko, Valentyna Ivakhnenko secondo la traslitterazione anglosassone (in russo Валентина Юрьевна Ивахненко?, in ucraino Валентина Юріївна Івахненко?, Valentyna Juriïvna Ivachnenko; Donec'k, 27 giugno 1993), è una tennista ucraina naturalizzata russa inattiva dal 2022.

## Biografia
Ha giocato per l'Ucraina fino al 2014, ma in seguito all'annessione della Crimea alla Russia ha rappresentato quest'ultima nazione.
A livello juniores ha vinto 4 titoli in singolare. Come professionista ha all'attivo una finale in doppio.
In singolare nel 2018 è riuscita a issarsi alla 167ª posizione del ranking WTA. Mentre in doppio nel 2016 ha conquistato la posizione numero 104º.

## Statistiche WTA

### Doppio

#### Sconfitte (1)
| Legenda               |
| --------------------- |
| Grande Slam (0)       |
| Argenti Olimpici (0)  |
| WTA Finals (0)        |
| WTA Elite Trophy (0)  |
| Premier Mandatory (0) |
| Premier 5 (0)         |
| Premier (0)           |
| International (1)     |
| WTA 125s (0)          |

| N. | Data           | Torneo                  | Superficie  | Compagna          | Avversarie in finale | Punteggio        |
| 1. | 10 aprile 2016 | Katowice Open, Katowice | Cemento (i) | Marina Mel'nikova | Eri Hozumi Miyu Katō | 6-3, 5-7, [8-10] |

## Statistiche ITF

### Singolare

#### Vittorie (7)
| Torneo $100.000 (0) |
| Torneo $80.000 (0)  |
| Torneo $75.000 (0)  |
| Torneo $60.000 (0)  |
| Torneo $50.000 (0)  |
| Torneo $25.000 (5)  |
| Torneo $15.000 (0)  |
| Torneo $10.000 (2)  |

| N. | Data            | Torneo                                       | Superficie  | Avversaria in finale  | Punteggio     |
| 1. | 28 marzo 2010   | Tennis Organisation, Adalia                  | Terra rossa | Mihaela Buzărnescu    | 6–3, 6–0      |
| 2. | 4 aprile 2010   | Tennis Organisation, Adalia                  | Terra rossa | Daniëlle Harmsen      | 6–3, 7–6(5)   |
| 3. | 2 ottobre 2010  | UTF Cup, Buča                                | Terra rossa | Oxana Ljubcova        | 6–2, 2–0 rit. |
| 4. | 6 agosto 2011   | Moscow Open, Mosca                           | Terra rossa | Valerija Solov'ëva    | 6–1, 6–3      |
| 5. | 23 aprile 2017  | Forte Village International Tournament, Pula | Terra rossa | Georgina García Pérez | 7–5, 6–3      |
| 6. | 15 aprile 2018  | ITF Womens Tennis Club de Tunis, Tunisi      | Terra rossa | Chloé Paquet          | 6–2, 6–2      |
| 7. | 3 novembre 2018 | Forte Village International Tournament, Pula | Terra rossa | Pia Cuk               | 6–2, 6–1      |

#### Sconfitte (7)
| Torneo $100.000 (0) |
| Torneo $80.000 (0)  |
| Torneo $75.000 (0)  |
| Torneo $60.000 (0)  |
| Torneo $50.000 (1)  |
| Torneo $25.000 (5)  |
| Torneo $15.000 (1)  |
| Torneo $10.000 (0)  |

| N. | Data             | Torneo                                       | Superficie  | Avversaria in finale | Punteggio        |
| 1. | 3 luglio 2011    | Open GDF SUEZ de la Porte du Hainaut, Denain | Terra rossa | Teliana Pereira      | 4-6, 3-6         |
| 2. | 18 agosto 2013   | Kazan Kremlin Cup, Kazan'                    | Cemento     | Ljudmyla Kičenok     | 2-6, 6-2, 2-6    |
| 3. | 13 dicembre 2015 | ITF Women's Circuit Il Cairo, Il Cairo       | Terra rossa | Mihaela Buzărnescu   | 0-6, 3-6         |
| 4. | 12 febbraio 2017 | GD Tennis Cup, Adalia                        | Terra rossa | Dia Evtimova         | w/o              |
| 5. | 16 luglio 2017   | Moscow Open, Mosca                           | Terra rossa | Ol'ha Iančuk         | 6–4, 0–6, 6(5)–7 |
| 6. | 15 ottobre 2017  | Forte Village International Tournament, Pula | Terra rossa | Polona Hercog        | 1-6, 0-6         |
| 7. | 7 luglio 2019    | ITF Women's Circuit Den Haag, L'Aia          | Terra rossa | Arantxa Rus          | 2-6, 2-6         |

### Doppio

#### Vittorie (35)
| Torneo $100.000 (1) |
| Torneo $80.000 (1)  |
| Torneo $75.000 (0)  |
| Torneo $60.000 (2)  |
| Torneo $50.000 (4)  |
| Torneo $25.000 (23) |
| Torneo $15.000 (1)  |
| Torneo $10.000 (3)  |

| N.  | Data              | Torneo                                         | Superficie  | Compagna             | Avversarie in finale                     | Punteggio           |
| 1.  | 26 maggio 2008    | Kharkiv Ladies Cup, Charkiv                    | Terra rossa | Anastasyja Kyrylova  | Julija Ljndina Ok'sana Pavlova           | 6–3, 6–2            |
| 2.  | 17 giugno 2011    | Sapronov-tennis Kharkiv Ladies Cup, Charkiv    | Terra rossa | Kateryna Kozlova     | Melanie Klaffner Lina Stančiūtė          | 6–4, 6–3            |
| 3.  | 17 luglio 2011    | Open 88 Contrexéville, Contrexéville           | Terra rossa | Kateryna Kozlova     | Erika Sema Roxane Vaisemberg             | 2–6, 7–5, [12–10]   |
| 4.  | 6 agosto 2011     | Moscow Open, Mosca                             | Terra rossa | Kateryna Kozlova     | Vaszilisza Bulgakova Anna Rapoport       | 6–3, 6–0            |
| 5.  | 17 settembre 2011 | Save Cup, Mestre                               | Terra rossa | Marina Mel'nikova    | Tímea Babos Magda Linette                | 6–4, 7–5            |
| 6.  | 14 maggio 2012    | Summer Cup, Mosca                              | Terra rossa | Kateryna Kozlova     | Darya Lebesheva Julia Valetova           | 6–1, 6–3            |
| 7.  | 21 maggio 2012    | Astana Womens, Astana                          | Cemento (i) | Kateryna Kozlova     | Diana Isaeva Ksenia Kirillova            | 6–2, 6–0            |
| 8.  | 4 giugno 2012     | Karshi Womens, Qarshi                          | Cemento     | Kateryna Kozlova     | Veronika Kapšay Teodora Mirčić           | 7–5, 6–3            |
| 9.  | 13 agosto 2012    | Tatarstan Open, Kazan'                         | Terra rossa | Kateryna Kozlova     | Ljudmyla Kičenok Nadežda Kičenok         | 6–4, 6(6)–7, [10–4] |
| 10. | 17 settembre 2012 | Shymkent Womens, Şımkent                       | Cemento     | Kateryna Kozlova     | Nigina Abduraimova Ksenia Palkina        | 6–2, 6–4            |
| 11. | 26 agosto 2013    | Tatarstan Open, Kazan'                         | Terra rossa | Kateryna Kozlova     | Başak Eraydın Veronika Kapšay            | 6–4, 6–1            |
| 12. | 16 settembre 2013 | Batumi Open, Batumi                            | Terra rossa | Kateryna Kozlova     | Christina Shakovets Al'ona Fomina        | 6–0, 6–4            |
| 13. | 25 gennaio 2014   | Jolie Ville Golf Women's, Sharm el-Sheikh      | Cemento     | Veronika Kapšaj      | Melis Sezer İpek Soylu                   | 3–6, 6–4, [10–5]    |
| 14. | 2 febbraio 2014   | Jolie Ville Golf Women's, Sharm el-Sheikh      | Cemento     | Veronika Kapšaj      | Polina Leykina Despina Papamichail       | 7–6(5), 6–2         |
| 15. | 22 febbraio 2014  | Winter Moscow Open, Mosca                      | Cemento (i) | Kateryna Kozlova     | Veronika Kudermetova Svjatlana Piraženka | 7–6(6), 6–4         |
| 16. | 10 aprile 2015    | Karshi ITF Combined Event, Karshi              | Cemento     | Polina Monova        | Kamila Kerimbayeva Ksenia Lykina         | 6–1, 6–3            |
| 17. | 8 giugno 2015     | Pavlov Cup, Minsk                              | Terra rossa | Polina Monova        | Olga Ianchuk Darya Kasatkina             | 4–6, 6–0, [12–10]   |
| 18. | 19 giugno 2015    | Pavlov Cup, Minsk                              | Terra rossa | Irina Chromačëva     | Pemra Özgen Anastasiya Vasylyeva         | 6–3, 6–0            |
| 19. | 12 dicembre 2015  | ITF Women's Circuit Il Cairo, Il Cairo         | Cemento     | Dalila Jakupovič     | Martina Caregaro Réka Luca Jani          | w/o                 |
| 20. | 25 dicembre 2015  | LIC ITF Women's Tennis Championships, Pune     | Terra rossa | Anastasyja Vasyl'eva | Hsu Chieh-yu Prarthana Thombare          | 4–6, 6–2, [12–10]   |
| 21. | 26 agosto 2016    | Sapronov-tennis Kharkiv Ladies Cup, Charkiv    | Terra rossa | Anastasija Komardina | Başak Eraydın Ilona Kremen               | 6–1, 6–3            |
| 22. | 2 settembre 2016  | Almaty Open, Almaty                            | Terra rossa | Anastasija Komardina | Polina Monova Valeria Savinykh           | 7–5, 6–4            |
| 23. | 16 settembre 2016 | UTF Cup, Buča                                  | Cemento     | Anastasija Komardina | Mihaela Buzărnescu Alexandra Perper      | 6–3, 6–1            |
| 24. | 11 febbraio 2017  | GD Tennis Academy, Adalia                      | Terra rossa | Başak Eraydın        | Karin Kennel Nastja Kolar                | 7–6(6), 6–2         |
| 25. | 23 giugno 2017    | Swedish Ladies Ystad, Ystad                    | Terra rossa | Renata Zarazúa       | Quirine Lemoine Eva Wacanno              | 6–3, 3–6, [10–5]    |
| 26. | 14 luglio 2017    | Moscow Open, Mosca                             | Terra rossa | Akgul Amanmuradova   | Ilona Kremen Irina Shymanovich           | 6–4, 6–2            |
| 27. | 21 luglio 2017    | Bursa Cup, Bursa                               | Terra rossa | Anastasyja Vasyl'eva | Dea Herdželaš Aleksandra Pospelova       | 6–3, 5–7, [10–1]    |
| 28. | 19 agosto 2017    | Leipzig Open, Lipsia                           | Terra rossa | Lidzija Marozava     | Tereza Mrdeža Ankita Raina               | 6–2, 6–1            |
| 29. | 31 marzo 2018     | Forte Village International Tournament, Pula   | Terra rossa | Valerija Solov'ëva   | Anastasia Grymalska Anastasia Zarycká    | 6–3, 3–6, [10–5]    |
| 30. | 15 settembre 2018 | Open GDF SUEZ de Biarritz, Biarritz            | Terra rossa | Irina Maria Bara     | Ysaline Bonaventure Helène Scholsen      | 6–4, 6–1            |
| 31. | 27 ottobre 2018   | Forte Village International Tournament, Pula   | Terra rossa | Anastasia Zarycká    | Cristina Dinu Camilla Rosatello          | 6–2, 6–4            |
| 32. | 15 dicembre 2018  | Al Habtoor Tennis Challenge, Dubai             | Cemento     | Alena Fomina         | Réka Luca Jani Cornelia Lister           | 7–5, 6–2            |
| 33. | 31 marzo 2019     | Forte Village International Tournament, Pula   | Terra rossa | Alena Fomina         | Cristina Dinu Réka Luca Jani             | 6–3, 3–6, [10–8]    |
| 34. | 15 maggio 2021    | Solgironès Open Catalunya, La Bisbal d'Empordà | Terra rossa | Andreea Prisăcariu   | Mona Barthel Mandy Minella               | 6-3, 6-1            |
| 35. | 29 maggio 2021    | Liepaja Open, Liepāja                          | Terra rossa | Akgul Amanmuradova   | Valentini Grammatikopoulou Šalimar Talbi | 6-3, 3-6, [13-11]   |

#### Sconfitte (15)
| Torneo $100.000 (0) |
| Torneo $80.000 (0)  |
| Torneo $75.000 (0)  |
| Torneo $60.000 (0)  |
| Torneo $50.000 (4)  |
| Torneo $25.000 (10) |
| Torneo $15.000 (0)  |
| Torneo $10.000 (1)  |

| N.  | Data              | Torneo                                           | Superficie    | Compagna                   | Avversarie in finale                    | Punteggio           |
| 1.  | 3 luglio 2010     | Open Diputación Ciudad de Pozoblanco, Pozoblanco | Terra rossa   | Kateryna Kozlova           | Akiko Yonemura Tomoko Yonemura          | 4–6, 6–3, [4-10]    |
| 2.  | 25 luglio 2010    | Sapronov-tennis Kharkiv Ladies Cup, Charkiv      | Terra rossa   | Al'ona Sotnikova           | Kateryna Kozlova Elina Svitolina        | 3-6, 5-7            |
| 3.  | 21 agosto 2010    | Sergei Maximov Memorial, San Pietroburgo         | Terra rossa   | Marija Malchasyan          | Eugenija Paškova Marija Žarkova         | 4–6, 7–5, [9–11]    |
| 4.  | 2 ottobre 2010    | Rasch Cup, Buča                                  | Terra rossa   | Anastasija Litovčenko      | Julija Kalabina Tat'jana Kotel'nikova   | 4-6, 5-7            |
| 5.  | 5 febbraio 2012   | Open GDF Suez De L'Isere, Grenoble               | Cemento (i)   | Maryna Zanevs'ka           | Karolína Plíšková Kristýna Plíšková     | 1-6, 3-6            |
| 6.  | 24 marzo 2012     | Spring Cup, Mosca                                | Sintetico (i) | Kateryna Kozlova           | Margarita Gasparjan Anna Arina Marenko  | 6-3, 6(2)-7, [6-10] |
| 7.  | 17 giugno 2012    | Bukhara Womens, Bukhara                          | Cemento       | Kateryna Kozlova           | Ljudmyla Kičenok Nadežda Kičenok        | 5-7, 5-7            |
| 8.  | 30 giugno 2012    | SMA Cup Sant'Elia, Roma                          | Terra rossa   | Julia Cohen                | Marie-Ève Pelletier Laura Thorpe        | 0–6, 6–3, [8–10]    |
| 9.  | 22 luglio 2012    | Viccourt Cup, Donec'k                            | Cemento       | Kateryna Kozlova           | Ljudmyla Kičenok Nadežda Kičenok        | 2-6, 5-7            |
| 10. | 20 aprile 2013    | Namangan Women's Tournament, Namangan            | Cemento       | Ksenia Palkina             | Albina Khabibulina Anastasyja Vasyl'eva | 3–6, 3–6            |
| 11. | 1º settembre 2014 | Summer Cup, Mosca                                | Terra rossa   | Julija Kalabina            | Anna Danilina Xenia Knoll               | 1-6, 6-4, [6-10]    |
| 12. | 15 novembre 2014  | Jolie Ville Golf Women's, Sharm el-Sheikh        | Cemento       | Polina Monova              | Marie Benoît Demi Schuurs               | 4-6, 5-7            |
| 13. | 26 aprile 2015    | Lale Cup, Istanbul                               | Cemento       | Polina Monova              | Ljudmyla Kičenok Nadežda Kičenok        | 4-6, 3-6            |
| 14. | 14 aprile 2016    | Lale Cup, Istanbul                               | Cemento       | Lidzija Marozava           | Nigina Abduraimova Barbora Štefková     | 4-6, 6-1, [6-10]    |
| 15. | 14 agosto 2021    | Flanders Ladies Trophy Koksijde, Koksijde        | Terra rossa   | Valentini Grammatikopoulou | Lina Ǵorčeska Valerija Strachova        | 4-6, 4-6            |